# Bernhardtinden
Der Bernhardtinden ist ein 2727 m hoher Berg im ostantarktischen Königin-Maud-Land. Er ist der südlichste Gipfel des Lunckeryggen im Gebirge Sør Rondane.
Wissenschaftler des Norwegischen Polarinstituts benannten ihn 1988 nach dem Topographen Bernhard Luncke (1894–1963), Leiter der von 1957 bis 1958 durchgeführten Kampagne der Dritten Norwegischen Antarktisexpedition (1956–1960).